# جيون سويون
جيون سويون (مواليد 26 أغسطس 1998)، ومعروفة بأسم سويون ، هي مغنية ورابر وكاتبة أغاني ومنتجة كورية جنوبية وعضوة في فرقة الفتيات الكورية الجنوبية جي أيدل تحت وكالة كيوب إنترتينمنت.

## الجوائز والترشيحات
| السنة | الجائزة                       | الفوز                   | النتيجة | Ref. |
| ----- | ----------------------------- | ----------------------- | ------- | ---- |
| 2017  | جوائز هاليو لثقافة الهيب هوب  | جائزة الشعبية           | فوز     |      |
| 2020  | موسوعة غينيس للأرقام القياسية | أسرع وقت لتعليق 5 قمصان | فوز     |      |

### موسوعة غينيس للأرقام القياسية
في 2020 حطمت جيون سويون رقمًا قياسيًا جديدًا في موسوعة غينيس عن «أسرع وقت لتعليق 5 قمصان» في 25.41 فقط متجاوزًا الرقم القياسي السابق البالغ 27.93، تم تسجيل الرقم القياسي السابق من قِبل كايتو كازومي من اليابان التي علقت خمسة تي شيرت في 6 مايو 2015، تم الإعتراف بالسجل من قبل وكالات التصديق الثلاثة الأولى، وتم إدراجه في قائمة غينيس الرسمية.

## الأعمال
- قائمة أغاني من كتابة وإنتاج جيون سويونسويون في 2019

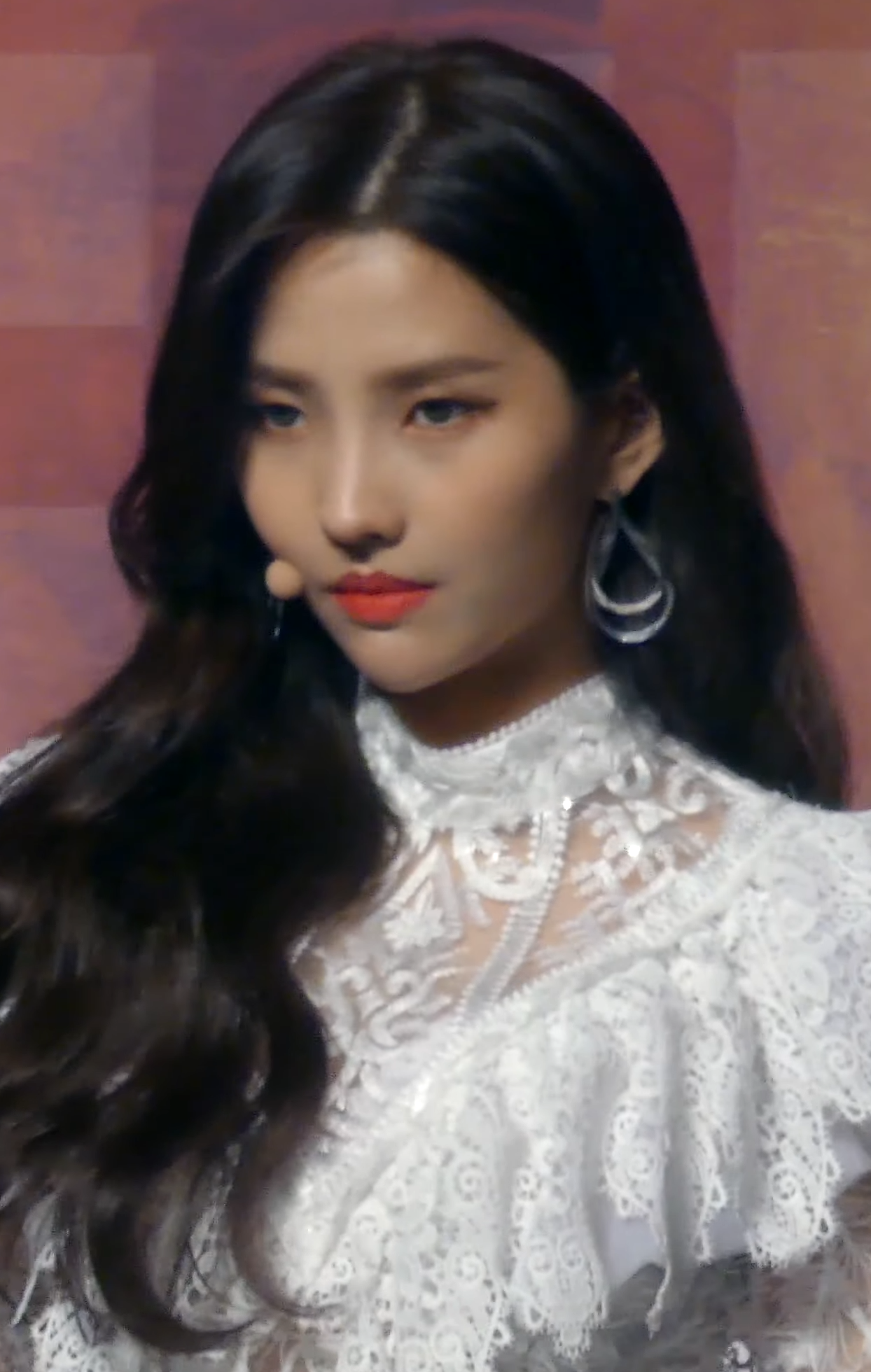
سويون في 2019

 

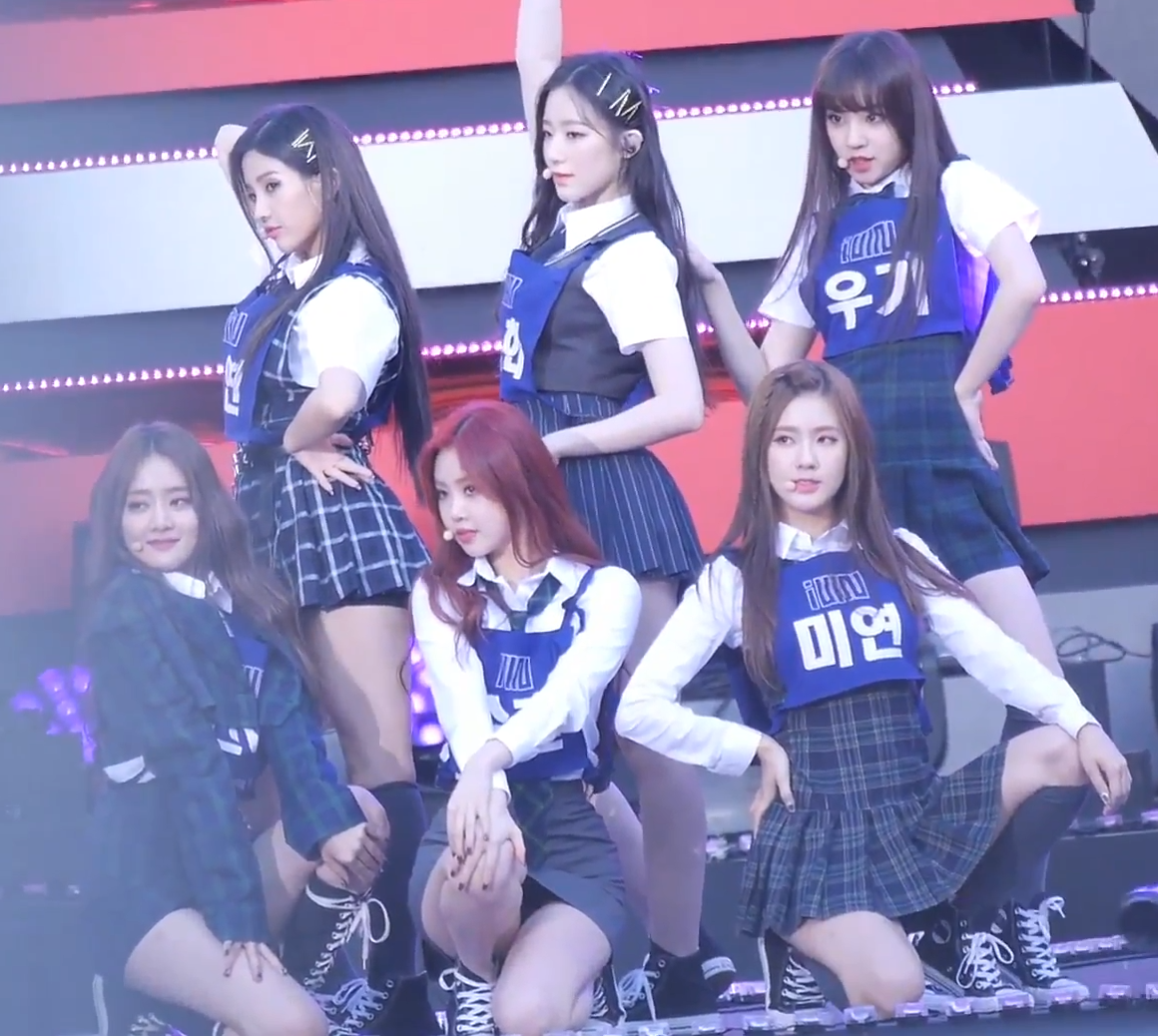
جي أيدل * مييون (العضوة الأكبر، الصوت الرئيسي). * ميني (صوت رئيسي ثاني). * سوجين (قائدة الرقص، رابر، مغنية). * سويون (القائدة، الرابر الرئيسة). * اوقي (وجه الفرقة، راقصة اساسية، صوت داعم). * شوهوا (فيجوال، مغنية، ماكني الفرقة).
- جي أيدل

### أسطوانة مطولة
- I Am (2018)
- I Made (2019)
- Latata (2019)
- I Trust (2020)

## حياتها الخاصة
وُلدت جيون سويون في 26 أغسطس 1998، في سيول، كوريا الجنوبية، كانت تتلقى دروس في المنزل ثم التحقت في مدرسة كوريونج الابتدائية، درست جيون سويون الباليه عندما كانت طفلة وشاركت بالعديد من المسابقات وتلقت العديد من الجوائز، بعد ان أصبحت جيون سويون تشاهد أداءت فرقة الفتيان بيغ بانغ، تركت جيون سويون الباليه لمتابعة مسيرتها الموسيقية.
قررت جيون سويون لاحقًا بمتابعة مسيرتها كمغنٍ موسيقى الراب، شاركت جيون سويون في عدة اختبارات ومسابقات لغناء الراب وبعد ذلك أصبحت تتلقى المكالمات من وكالات مختلفة، نظرًا لأنها رابر ونوعها في الموسيقى يختلف عن أنواع الوكالات الأخرى فقد قررت جيون سويون التخلي عن حلمها في أن تصبح مغنية لفترة من الوقت، وعادت جيون سويون للمارسة رقص البالية، ثُم قررت جيون سويون ان تبدأ في رقص الشوارع.
بعد رؤيتها ملصق في الشوارع للاختبار الخاص بـ كيوب إنترتينمنت لعام 2014، قررت ان تخضع للاختبار، وتم اختيارها في الاختبار الثاني الذي عُقد في إنتشون وأصبحت جيون سويون متدربة في كيوب إنترتينمنت.

## مسيرتها المهنية
2016 -2017: متدربة في «إنبريتي رابرز» و «الإنتاج 101» والظهور كمغنية منفردة

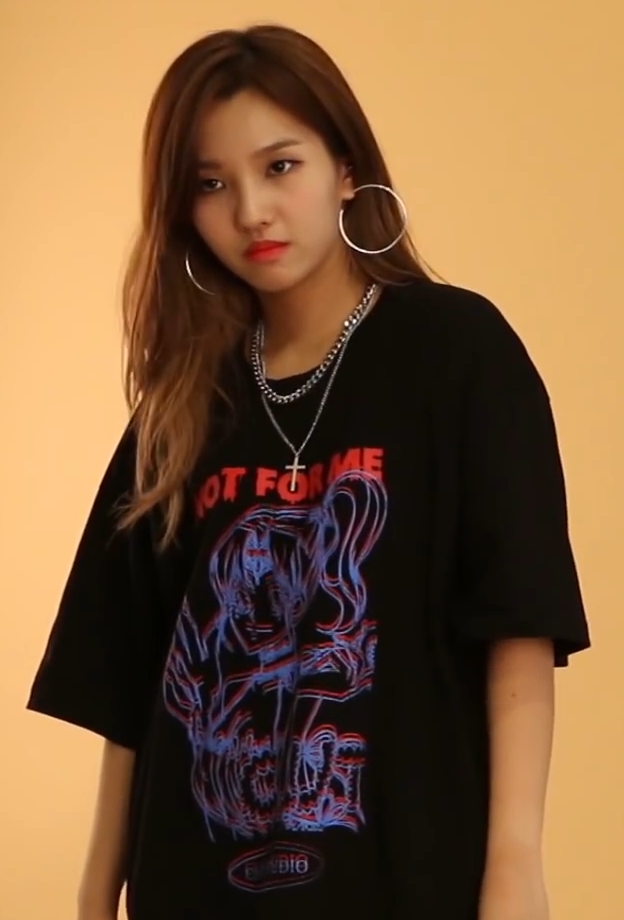
جيون سويون خلال مسابقة Unpretty rapstar

في يناير 2016، ظهرت جيون سويون كمتدربة لـ Cube وفي الموسم الأول من برنامج الإقصاء «الإنتاج 101» بقيت جيون سويون متسابقة شهيرة طوال فترة البرنامج، كان من المفترض ان تصبح جيون سويون عضوة في فرقة الفتيات I.O.I ولكنها وصلت المركز العاشر في الحلقة الخامسة، واحتلت المرتبة 20 في الحلقة الأخيرة وفشلت في أن تصبح عضوة في فرية الفتيات الفائزة I.O.I.
في يوليو 2016، ظهرت جيون سويون كمتسابقة في الموسم الثالث من مسابقة الراب «مغنيات الراب الغير جميلات» حصلت سويون علي المركز الثالث في المسابقة
في 29 ديسمبر 2016، وقعت جيون سويون عقدًا كفنانة في كيوب إنترتينمنت وظهرت لأول مرة رسميًا كفنانة منفردة في 5 نوفمبر 2017، مع الأغاني الرقمية «جيلي» و «آيدل سونغ»، التي كتبتها بنفسها.
2018 إلى الوقت الحاضر: الظهور مع جي أيدل والتعاونات.

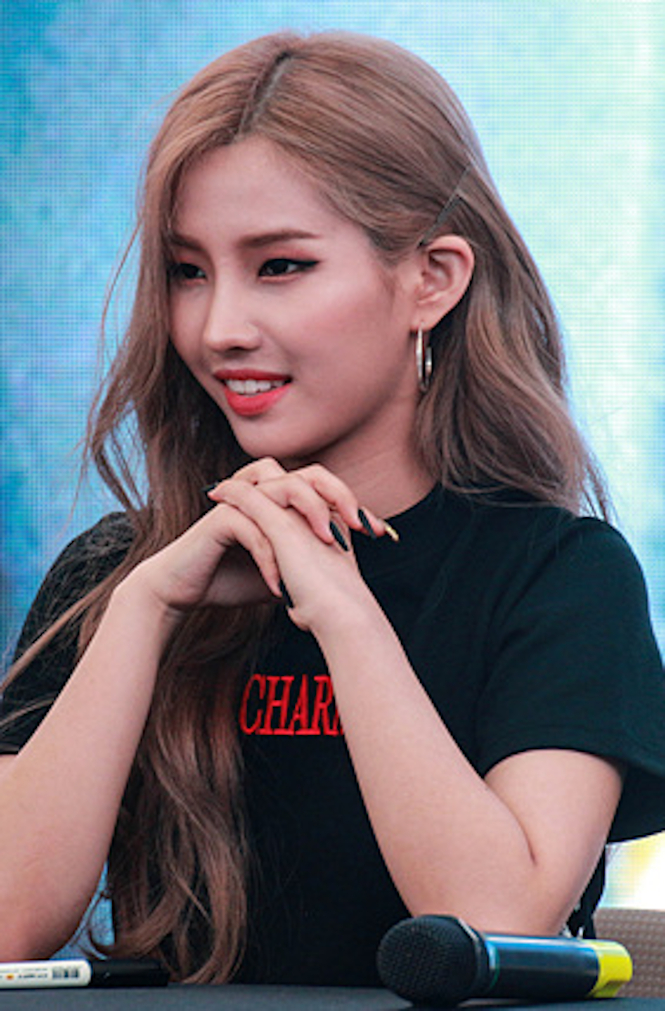
جيون سويون في 2018

في 11 كانون الثاني (يناير) 2018، تم الإعلان عن ظهورها كعضوة في فرقة البنات الجديدة جي أيدل التابعة لـ كيوب إنترتينمنت كقائدة ومغنية الراب الرئيسية للفرقة، جيون سويون لها الفضل في كتابة كلمات الأغاني والموسيقى والترتيب والإنتاج لأول أغنية لـ جي أيدل أغنيتهم الأولى "لاتا-لاتا وثانٍ أغنية لهم " هَان" وكلاهما اغاني ناجحة، كما ساهمت جيون سويوم في كتابة خمس أغانٍ من أول البوم مصغُر لـ جي أيدل " I Am"
في 8 أغسطس، تم إعلان أن جيون سويون ستشارك في مشروع خاص بالفتيات يدعى " محطة الشابات" " وهو جزء من مشروع SM " إس إم ستيشن" يضم عضوة رد فلفت سولقي والفنانة كيم تشونغها، وعضوة جيفريند شينبي، أصدرو المجموعة أول أغنية لهم بعنوان "Wow Thing" في 28 سبتمبر 2018.
في فبراير 2018، اتصلت شركة ريوت غيمز بجيون سويون وزميلتها مييون من جي أيدل للتعاون مع الفنانين الأمريكيين جاريا برنز وماديسون بير من اجل مجموعة العاب افتراضية تدعى K / DA للعبة فيديو League of Legends ، سجلت جيون سويون ومييون الاغنية للمجموعة الافتراضية التي تتكون من إصدارات جديدة من شخصيات League of Legends ، أدت جيون سيويون مع زميلتها مييون وماديسون وجاريا الأغنية "Pop / Stars" خلال بطولة League of Legends العالمية لعام 2018 في نوفمبر.
في عام 2019، قام جيون سويون بتأليف أغنية لِزميلاتها من نفس الشركة سي إل سي بعنوان No، شاركت سويون مرة أخرى بصفتها في مشروع الهيب هوب التعاوني لـ ليج أوف ليجيندز مع بيكي جي وكيكي بالمر وتيتموسي ودكرث بعنوان "Giants" بجانب فيديو موسيقي في 10 نوفمبر 2019. الأغنية متعددة اللغات وتم أداءها باللغة الإنجليزية بشكل أساسي مع أجزاء باللغة الإسبانية والكورية في نفس اليوم، قامز بأداء الاغنية في نهائيات بطولة League of Legends World Championship لعام 2019 في باريس، فرنسا. كانت السنة الثانية على التوالي لجيون سويون تؤدي في حفل افتتاح نهائيات بطولة العالم. ظهرت أغنية "Giants" في المركز الخامس عشر والتاسع عشر في مخططات مبيعات الأغاني الرقمية Billboard's Rap و R & B / Hip hop ، على التوالي.
في أبريل 2020، أصدرت جي أيدل أسطوانة مطولة بعنوان I Trust. جميع الأغاني الموجودة في الألبوم، بما في ذلك الأغنية الرئيسية "Oh my god"، من تأليف وكتابة جيون سويون وYummy Tone. تم إصدار الأغنية بلغتين الإنجليزية والكورية.

## روابط خارجية
- جيون سويون على موقع IMDb (الإنجليزية)
- جيون سويون على موقع ميوزك برينز (الإنجليزية)
- جيون سويون على موقع ديسكوغز (الإنجليزية)